# 手術切口
手术切口（surgical incision）或外科切口，是外科手术割开皮肤和软组织的切口，以方便进行手术或处置。一个手术可能有多个切口。通常，手术切口尽可能小且不显眼，以促进安全和及时的手术条件。

## 解剖

颈部、胸部和腹部的切口。关键如下：
A. 颈动脉切口
B. 甲状腺切除术切口
C. 气管切开切口
D. 锁骨下切口
E. 胸骨切开术
F. 乳晕下切口（任一侧）
G. 乳房下切口（任一侧）
H. 翻盖切口
I. 科克尔/肋下切口
J. 奔驰切口
K. 正中切口（任一侧）
L. 人字形切口
M. 上胃泌素/上中线切口
O. 麦氏/烤架切口（仅右侧 - 用于阑尾切除术）
P. 洛基-戴维斯/兰兹切口（仅右侧 - 用于阑尾切除术）
Q. 脐上切口
R. 脐下切口
S. 直肠旁切口
T. 梅拉德切口
U. 普芬内斯提尔/ 耻骨切口
V. 吉布森切口（任一侧，但通常左侧）
W. 中线切口
X. 腹股沟切口
Y. 股骨切口
Z. 特纳-沃里克切口

根据计划的特定手术所需的预期暴露程度来计划手术切口。在身体的每个区域内，都有几个切口很常见。

## 头颈部
- 王尔德切口——这种耳后切口用于变异性乳突炎引流，并以都柏林的耳鼻喉科外科医生威廉·王尔德爵士的名字命名，他在19世纪末首次描述了它。他的儿子奥斯卡·王尔德（Oscar Wilde）的医生说他的死因是耳朵感染引起的脑膜炎。他最近做了一次手术，一些人认为是乳突切除术。

## 胸部
- 正中胸骨切开术——这是用于心脏手术的主要切口。它从胸骨切迹延伸到剑突。胸骨被分开，一个肋骨扩张器用来保持切口打开。[1]
- 开胸手术——从胸部一侧切开肋骨。

## 腹部和骨盆

用于剖宫产的切口
Is：脐上切口
Im：正中切口
IM：梅拉德切口
IP：普芬内斯提尔切口

- 中线切口或中线剖腹术——最常见的剖腹手术切口是中线切口，即沿着腹白线的垂直切口。中线切口在诊断性剖腹手术中特别受欢迎，因为它们允许广泛进入大部分腹腔。
  - 上中线切口通常从剑突延伸到肚脐。
  - 典型的下中线切口上方为脐部，下方为耻骨联合。
  - 有时会采用从剑突延伸到耻骨联合的单个切口，特别是在创伤手术中。通常，在脐部周围形成平滑的曲线。
- 普芬内斯提尔切口（Pfannenstiel incision）——是在脐下方和耻骨联合上方的子宫下段进行的下部横向切口。[2][3]它常用于剖宫产[4][5]以及用于良性疾病的腹部子宫切除术。在经典的普芬内斯提尔切口中，皮肤和皮下组织是横向切开的，但腹白线是垂直打开的。
- 人字形切口（Chevron incision）——这个切口是在胸腔下方的腹部切开的。切口从腹部右侧肋骨下方的腋中线下方开始，一直持续穿过腹部到相反的腋中线，从而切割整个腹部宽度以提供进入肝脏的通道。切口的平均长度约为24至30英寸。
- 切尔尼切口（Cherney incision）——切尔尼描述了一种横向切口，可以很好地暴露耻骨后空间和骨盆侧壁空间。曲线皮肤和直肌筋膜切口在耻骨联合上方2个手指宽度处，并沿朗格氏线从2个手指宽度内侧到一个髂前上棘内侧到相对的髂前上棘内侧的相应位置。前腹直肌鞘从下面的腹直肌体向远端移动。锥体肌被自由解剖并急剧切除以暴露下面的直肌腱。用食指，在直肌的纤维肌腱和下面的横肌筋膜之间形成一个平面。使用锋利的10号手术刀刀片，在耻骨上缘远端1-2厘米处横向横切直肌腱。永远不应该切割直肌。直肌收缩并打开腹膜。下腹壁血管可能需要分割。闭合是用5到6根水平褥式缝合线完成的，永久性编织缝合线将前直肌腱与完整的前直肌远端筋膜接近。将直肌外侧边缘与直肌前筋膜的连续单丝缝合缝合可防止疝气。患者应佩戴粘合剂至少2周。无切口提供更广泛的骨盆暴露，并且与中线切口相比相对无痛。结果是任何腹部切口中最令人愉悦的美容效果。
- 科克尔切口（Kocher's incision）——腹部右上腹的斜切口，经典用于开腹胆囊切除术。以埃米尔·热奥多尔·科赫尔的名字命名。适用于肝脏、胆囊和胆道系统的某些手术。这与用于甲状腺手术的科克尔切口同名：在胸锁关节上方约2厘米处的横向微弯曲切口。
- 库斯特纳切口（Kustner's incision）——在耻骨联合上方5厘米处但在髂前棘下方做一个横向切口。然后在中线分离皮下组织并暴露白线。通过白线进行垂直中线切口。小心控制和结扎腹壁浅血管的任何分支。切口的这一步骤通常很耗时，并且是相关的限制之一。与普芬内斯提尔切口相比，这种类型的切口几乎没有可扩展性和更少的暴露。
- 兰兹切口（Lanz incision）——传统麦氏切口的一种变体，在腹部的麦氏点进行：兰兹切口沿横向平面在同一点进行，被认为在美观上更好。它通常用于进行开放性阑尾切除术。用于定位切口的方法存在变化。一些外科医生主张在以锁骨中-腹股沟线为中心的脐下约2厘米处做切口。其他人则暗示使用麦氏点使切口居中（髂前上棘到脐部距离的1/3）。
- 梅拉德切口（Maylard incision） ——普芬内斯提尔切口的一种变体，其中腹直肌被横向切开，以允许更广泛地进入骨盆。[6]直肌切口是在烧灼器、手术刀或外科缝合器的帮助下进行的。如果切口跨越直肌宽度的一半以上，重要的是要识别这些肌肉侧面上的下腹壁血管，并确保它们的隔离和结扎。建议不要将直肌与前直肌鞘分开，以防止它们回缩，这反过来又有助于在手术结束时闭合。与这种切口相关的并发症包括直肌切口边缘和腹壁深血管的延迟出血。此外，根据患者的体质，该切口可能无法充分暴露上腹部。
- 麦氏切口（McBurney incision）/烤架切口——1894 年由麦克伯尼描述，用于阑尾切除术。腹部右下腹斜切口，经典用于阑尾切除术。切口垂直于麦氏点的脊髓线，即在脊髓-脐线的外侧三分之一和内侧三分之二的交界处。这是用于开放性阑尾切除术的切口，它从髂前上棘上方2到5厘米开始，一直延伸到脐部三分之一处的点（麦克伯尼点）。因此，切口平行于腹部的外斜肌，允许肌肉沿其纤维方向分裂，减少愈合时间和疤痕组织的形成。该切口愈合迅速，通常具有良好的美容效果，尤其是在使用皮下缝合线闭合皮肤时。[7]
- 麦克维迪切口（McEvedy's incision）——麦克维迪最初的切口是外侧旁正中切口，用于沿其侧缘切开直肌鞘，并通过向内侧拉直肌来获得通路。由于切口疝发生率非常高，这种切口已经过时。尼胡斯引入了一种修改方法，它使用腹股沟韧带上方3厘米的横向（斜）皮肤切口和横向切口（斜）来分割前直肌鞘。然后向内侧拉直肌。这种修改防止了高切口疝发生率。
- 特纳-沃里克切口（Turner-Warwick incision）——这种切口位于耻骨联合上方2厘米处，位于直肌外侧缘内。覆盖耻骨联合处直肌的鞘被释放，横向 4 厘米，切口向上倾斜至直肌的外侧边界。切口的外侧边缘保持在内斜肌的内侧。在使用科克尔夹施加的牵引力的帮助下，可以将鞘从腱膜上释放出来。锥体肌通常附着在腱膜上。分离直肌并在中线进行切口。这种类型的切口有利于暴露耻骨后空间，但对上骨盆和腹部的接触有限。

## 眼部
- 放射状角膜切开术——用于眼科手术：角膜微切口使角膜变平并矫正近视。